# Anka Cigoj
Anka Cigoj, slovenska gledališka in filmska igralka, * 8. junij 1930, Kranj, † 2011.
Med leti 1950 in 1957 je nastopala v gledališču v Kranju, od leta 1960 do 1989 pa je bila stalna članica Mestnega gledališča ljubljanskega. Nastopala je tudi v televizijskih in celovečernih filmih.

## Filmografija
| Leto | Naslov            | Vloga | Opombe |
| ---- | ----------------- | ----- | ------ |
| 1972 | Ko pride lev      | Mama  |        |
| 1961 | Družinski dnevnik |       |        |
| 1961 | Nočni izlet       | Mira  |        |